# Robert Ståhl
Robert Ståhl, född 10 januari 1948, är en svensk bildkonstnär och poet, från Västerås. Han har gett ut fem diktsamlingar på Bokförlaget Lejd. Soft fysik hämtar inspiration från Alfred Hitchcocks film Psycho.

## Priser och utmärkelser
- 2000 – Katapultpriset för Om